# Treviranus-Medaille
Die Treviranus-Medaille ist eine Auszeichnung des Verbandes Biologie, Biowissenschaften und Biomedizin in Deutschland (VBIO; bis 2007 Verband deutscher Biologen und biowissenschaftlicher Fachgesellschaften, vdbio) in Erinnerung an den Bremer Arzt Gottfried Reinhold Treviranus (1776–1837), der den Begriff „Biologie“ prägte. Sie erhalten hochrangige Wissenschaftler, die sich in besonderer Weise für das öffentliche Erscheinungsbild der Biowissenschaften einsetzen. Von 1994 bis 2013 wurde der Preis ein- bis zweijährlich vergeben, dann zwölf Jahre nicht mehr. 2025 erfolgte wieder eine Vergabe.

## Preisträger
- 1994 Paul Präve (vdbiol-Präsident 1983–88), Frankfurt/Hoechst
- 1996 Hubert Markl, Konstanz
- 1997 Dieter Rodi, Schwäbisch Gmünd
- 1998 Manfred Gärtner († 2018), Dresden
- 1999 Horst Bayrhuber, Kiel und Wieslaw Stawinski, Krakau (Polen)
- 2000 Ernst-Ludwig Winnacker, Bonn
- 2001 Wilhelm Barthlott, Bonn und Roland Hedewig, Kassel
- 2002 Detlev Ganten, Berlin und Ilse Jahn, Bremen
- 2003 Ernst Mayr, Cambridge, Massachusetts (USA) und Ernst Peter Fischer, Konstanz
- 2004 Werner Nachtigall, Saarbrücken
- 2005 Josef H. Reichholf, München
- 2006 Bert Hölldobler, Würzburg
- 2008 Günter Tembrock, Berlin
- 2009 Peter Sitte, Freiburg
- 2011 Holger Zinke, Zwingenberg
- 2013 Erwin Beck, Bayreuth
- 2025 Wolfgang Nellen, Kassel[1]